# Copalillo I
Copalillo I är en ort i Mexiko.   Den ligger i kommunen Atzalan och delstaten Veracruz, i den sydöstra delen av landet, 230 km öster om huvudstaden Mexico City. Copalillo I ligger 709 meter över havet och antalet invånare är 448.
Terrängen runt Copalillo I är lite bergig. Runt Copalillo I är det ganska tätbefolkat, med 129 invånare per kvadratkilometer. Närmaste större samhälle är Misantla, 14,8 km öster om Copalillo I. Omgivningarna runt Copalillo I är en mosaik av jordbruksmark och naturlig växtlighet.